# 新英格蘭大學 (美國)

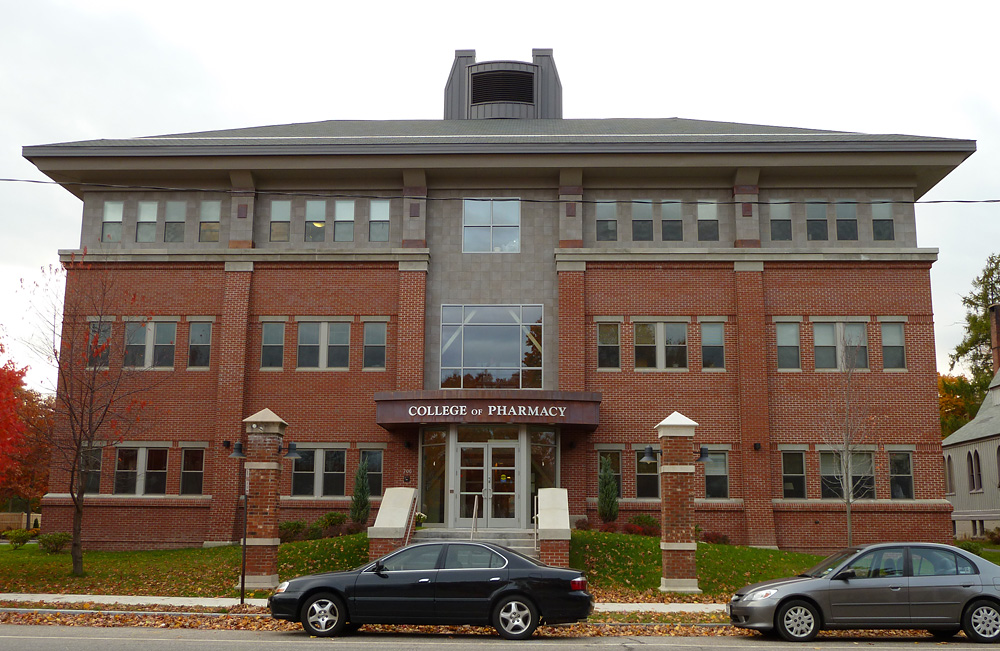
University of New England

新英格蘭大學（University of New England），简称UNE，是一所位于美国缅因州的私立大学。其主校区位于比迪福德，分校区位于波特兰。
该校原为创建于1939年的一所男子高中，1953年被缅因州政府批准，升格为可以颁发学士学位的学院。1961年，其高中业务被分离出去，1967年成为男女共校大学，1978年改为现名。